# Герман фон Брюггеней
Герман фон Брюггеней (*Hermann von Brüggenei, бл. 1475 — 4 лютого 1549) — 42-й магістр Лівонського ордену в 1535—1549 роках.

## Життєпис
Походив з німецького лицарського роду Брюггенеїв з Вестфалії. Його родичі за батьком і матір'ю були пов'язані з Лівонським орденом. Син Веннемара фон Брюггенея і Христини фон Альтенбокуму. Народився близько 1475 року в Вейтмарі (поблизу Бохума) в графстві Марк. Ще дитиною Германа було відправлено до Лівонії під опіку родича Дітриха фон Альтенбокума, комтура Голдінгена.
У 1513 році призначається гаускомтуром Риги. 1519 року стає фогтом Бауске. У 1520—1521 роках брав участь у польсько-тевтонській війні. Потім виконував дипломатичні доручення в містах і князівствах Північної Німеччини. У 1529 році магістр Вальтер фон Плеттенберг призначає Германа фон Брюггенея ландмаршалом Ордену.
1533 року призначається коад'ютором (наступником) магістра лівонського ордену. Того ж року став одним з підписантів Венденської угоди між Орденом, станами Лівонії та Вальтером Бранденбурзьким, коад'ютором Ризького архієпископа. У 1535 році після смерті Вальтера фон Плеттенберга очолив Лівонський орден. 23 липня того ж року магістр Герман фон Брюггеней підтвердив Ризі усі привілеї і свободу віросповідання.

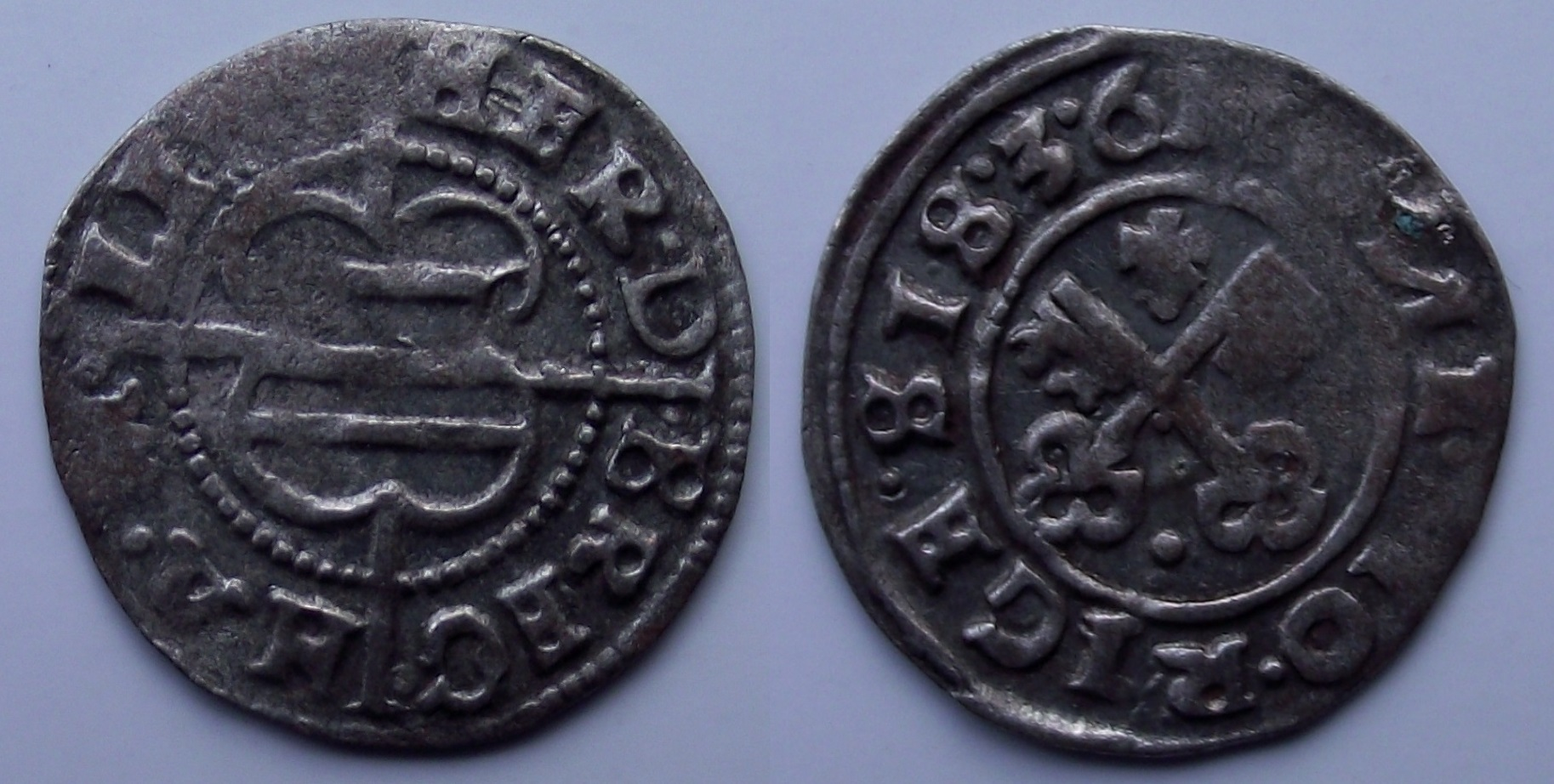
Монета Герман фор Брюггенея. Ризький монетний двір

У 1537 році в Вендені Герман фон Брюггеней уклав договір з духовними феодалами Лівонії, спрямований проти зовнішніх ворогів Ордену. У 1539 році відновилося протистояння магістра з ризьким магістратом, оскільки Рига стала членом Шмалькальденського союзу. 1541 року призначив коад'ютором (наступником) Йоганн фон дер Реке. Домігся посилення впливу Ордену на Езельське єпископство, дано відсіч Вільгельму Гогенцоллерну.
Герман фон Брюггеней виявив значну прихильність до лютеранства, проте не наважився відкрито відійти від католицтва. У 1544 році він, з метою поширення лютеранства, склав коментарі до Євангелія. Водночас намагався продовжити політику свого попередника з поступової централізації Ордена. Магістр зосередив основні зусилля для посилення влади в Ризі. Для цього почав боротьбу з «прусською партією» в магістраті. При цьому виступив проти планів ризького коад'ютера Вільгельма Гогенцоллерна перетворити Ризьке архієпископство на світське князівство з подальшим визнанням зверхності Польського королівства.
1546 року Брюггеней домовився в Нойєрмюлені та на ландтазі в Вольмарі з магістратом Риги та ризьким архієпископом Вільгельмом Гоггенцоллерном щодо збереження прав і привілеїв Лівонії в Ризі. Натомість магістр і архієпископ не мали права залишали духовне звання. У 1547 році вперше за багато років магістр Ордену увійшов до Риги. З цього часу Брюггеней відновив політику посилення впливу Ордену в цьому місті. У 1549 році він помер. Посаду отримав Йоганн фон дер Реке